# Tris (programma televisivo)
Tris è stato un gioco a quiz televisivo di Canale 5, incentrato sulle canzoni e andato in onda per un'unica sola stagione dal 1º ottobre 1990 al 28 giugno 1991. Era condotto da Mike Bongiorno, affiancato dalla cantante Wilma Goich e dal pianista Tony De Vita, mentre Franco Nisi (diventato poi direttore di Radio Italia) era invece il consulente musicale.

## Il programma

### Storia
Tris era ideato da Mike Bongiorno e Illy Reale, ed andò in onda su Canale 5 alle ore 12:45 e prese il posto di Bis. A causa dello scoppio della Guerra del Golfo il programma fu anticipato alle ore 12:35, per permettere alle ore 12:55 una edizione in diretta di Canale 5 News, il primo breve notiziario di Canale 5, diretto da Emilio Fede e condotto da Alessandro Cecchi Paone.

### Regolamento
Al quiz partecipavano due concorrenti, il cui scopo era realizzare un filetto di tris in orizzontale, in verticale o in obliquo, rispondendo alle domande del conduttore, le quali erano incentrate sul mondo della musica. Se i concorrenti finivano a pari punti, il campione veniva decretato sulla base di una domanda di spareggio.